# Rekommendationsgrader
Rekommendationsgrader eller rekommendationsklasser är en svensk klassifikation för att kunna värdera påståenden om läkemedel. Detta system grundar sig på beteckning från 1 A till 2 C, där 1 A är starkt rekommenderat, medan 2 C å andra sidan räknas som en mycket svag rekommendation.  
Tabell över rekommendationsgrader:
| Rekommendationsgrad | Förhållande mellan risker och fördelar | Bakomliggande fakta | Implikationer |
| ------------------- | -------------------------------------- | --- | --- |
| 1 A                 | Tydligt                                | RCT utan begränsningar av betydelse | Stark rekommendation; kan omfatta de flesta patienter under de flesta betingelser och utan reservation.           |
| 1 B                 | Tydligt                                | RCT med viktiga begränsningar (resultaten är inte fullständigt lika och det finns felaktigheter i metoderna) | Stark rekommendation; kan omfatta de flesta patienter                                                             |
| 1 C+                | Tydligt                                | Det finns inga RCT som omfattar denna speciella grupp av patienter. Dock har RCT-resultat från andra patienter ovillkorligt används för att avgöra verkan på dessa patienter; eller övertygande evidens från observationella studier finns. | Stark rekommendation; kan omfatta de flesta patienter under de flesta betingelser                                 |
| 2 A                 | Otydligt                               | RCT utan viktiga begränsningar | Mellan-stark rekommendation; kan ändras när starkare evidens blivit känt                                          |
| 2 B                 | Otydligt                               | RCT med viktiga begränsningar (resultaten är inte fullständigt lika och det finns felaktigheter i metoderna) | Svag rekommendation; Alternativa behandlingssätt är troligen bättre för en del patienter under vissa betingelser. |
| 2 C                 | Otydligt                               | Observationella studier | Mycket svag rekommendation; andra alternativ kan vara rimliga                                                     |